# نيلس بيرسون
نيلس بيرسون (بالسويدية: Nils Persson)‏ هو مصرفي وسياسي سويدي، ولد في 20 يناير 1836 في السويد، وتوفي في 28 أبريل 1916 في نفس البلد. انتخب عضو البرلمان السويدي ‏.